# Stellifer griseus
Stellifer griseus es una especie de pez de la familia Sciaenidae en el orden de los Perciformes.

## Morfología
• Los machos pueden llegar alcanzar los 18,1 cm de longitud total.

## Hábitat
Es un pez de clima tropical y demersal que vive hasta los 50 m de profundidad.

## Distribución geográfica
Se encuentra en el  Atlántico occidental: a lo largo de las costas de Colombia, Venezuela y Trinidad y Tobago.

## Observaciones
Es inofensivo para los humanos.